# ميرا سحاق
ميرا سحاق قرية سورية تتبع ناحية مركز حارم في منطقة حارم في محافظة إدلب. بلغ عدد سكانها 61 نسمة في عام 2004 حسب إحصاء المكتب المركزي للإحصاء.